# Jesús Corro Ferrer

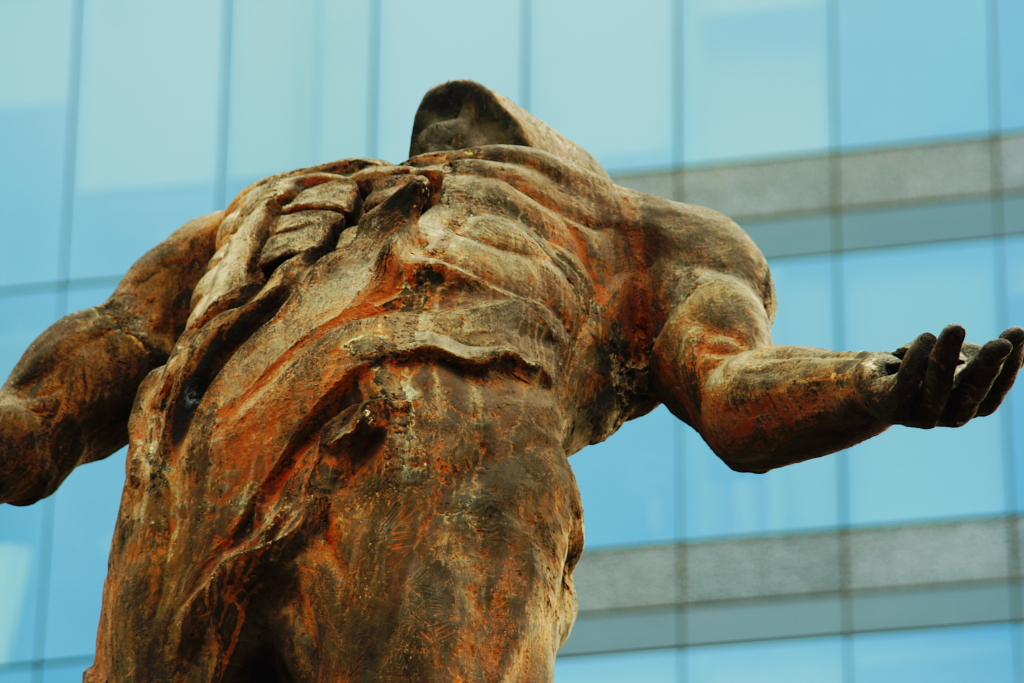
Detalle del Monumento al Empresario.

Jesús Corro Ferrer (Puebla de Zaragoza, 24 de enero de 1933-Ibídem, 8 de marzo de 2016) fue un arquitecto, escultor y pintor nacido en la ciudad de Puebla. Como escultor de talla internacional, fue autor de monumentos en su ciudad natal, en el interior de la República y en el extranjero. De los pocas personalidades a quienes se les ha entregado " La Cédula Real" En 2011 recibió del Ayuntamiento de la ciudad de Puebla el reconocimiento "Medalla Ignacio Zaragoza" que es solo entregada a los poblanos más destacados. Fue declarado "Poblano Distinguido" por el H. ayuntamiento de Puebla en el año 1999.

## Inicios
Fue hijo del escultor Jesús Corro Soriano y de Josefina Ferrer de Corro, fue determinante la influencia artística de su padre, quien le inculcó sus conocimientos y experiencias sobre arquitectura y escultura. Su madre, una destacada pianista, le inculcó el gusto por la música. Fue un excelente pianista; creó un método para su ejecución que está en trámites de patente. También toca el órgano, siendo así un artista completo. Inició su educación en el Colegio Benavente, en donde empezó a demostrar su inclinación al arte recibiendo sus primeros premios. Colaboró en el periódico escolar Stella y con el historiador Bernardo Zepeda Sahagún. Para mediados del siglo XX ya obtenía premios a nivel nacional en dibujo y en 1955 en escultura, siempre participando en los periódicos escolares hasta llegar a la Universidad Autónoma de Puebla, de la cual egresó de la carrera de arquitectura. 
En los años 1960, realizó su primera escultura por iniciativa del grupo literario Bohemia Poblana en honor del maestro, médico y filósofo poblano Rafael Serrano, en el antiguo jardín de San Luis; después ejecutó en la fachada de la «Escuela Oficial 27 de septiembre» un relieve en cantera gris y negra; un mural en el Café Granada en un bar de la Ciudad de México, un mural con el tema de Taxco, Guerrero; un relieve de la Santísima Virgen de Guadalupe, escultura de una mano para la Pasteurizadora de Libres, en la ciudad de Puebla; y una escultura para Industrias Bezauri, en la Ciudad de México. Construyó innumerables casas en donde añadió su sello en esculturas, murales y vitrales. En 1964 ejecutó diversos murales para el Hospital Civil de Puebla, y otro para el Hospital Civil de Chilapa, en Guerrero, innumerables esculturas y bustos de personajes patrios alrededor del país así como conjuntos monumentales. El Arte sacro es también uno de sus pilares con infinidad de obras y pintura. En 1965, contrajo matrimonio con María del Consuelo López Martínez (Marychelo).

## Otras obras destacadas
- En el Palacio de Justicia de Puebla, el mural La Ley y la Justicia, retratos de Morelos, Juárez y Carranza, así como remozamiento del edificio.
- En Tlachichuca, Puebla, ermita y mural de vidrio dedicada a Nuestra Señora de Guadalupe.
- En el Seminario Palafoxiano de Puebla, los bustos en bronce de San Pablo VI y el del arzobispo de Puebla Octaviano Márquez y Toríz.
- En el Estadio Cuauhtémoc un mural de mosaico vítreo, con motivo de las Olimpiadas de 1968.[4]
- Monumento y cabeza en bronce a Víctor Hugo, en la ciudad de Puebla.
- En la ciudad de Córdova, Veracruz un busto en bronce para el monumento a Ramón Mena Isassí, y otro al doctor Manuel Suárez, fundador de la Universidad Veracruzana.
- En el Panteón Francés de Puebla, conjunto funerario de esculturas en bronce dedicado a Pedro Pumarada.
- En la segunda glorieta de la Colonia Humboldt, monumento a Alexander Von Humboldt.
- Fuente monumental a la China Poblana, inaugurada el 24 de septiembre de 1971 y el mismo año el monumento a José María Morelos en el jardín que lleva su nombre.[5][6]
- En la zona de los Fuertes de Loreto y Guadalupe, en el mausoleo y monumento al General Zaragoza fue autor del soldado del ejército de oriente y del combatiente serrano zacapoaxtla.[7]
- En la XXV Zona Militar, escultura en bronce al cadete Vicente Suárez.
- En Cutzamala de Pinzón, Guerrero, monumento y escultura en bronce al General Pinzón.
- En el atrio del Templo de San Francisco, Puebla, monumento a fray Sebastián de Aparicio.[8]
- En la 18 Oriente de la ciudad de Puebla, monumento a José María Yermo y Parres.[9]
- Avenida Reforma y 13 norte, conjunto monumental a Juan de Palafox y Mendoza.[9]
- En el Campus Central de la Universidad Popular Autónoma de Puebla, Mural del Humanismo'[7]'.
- En la localidad cacereña de Belvís de Monroy, España, monumento a los Doce Apóstoles de México.[10]
- En la Ciudad de México, Monumento al Empresario.
- En Pueblo, Colorado, Monumento de ciudades hermanas, Pueblo y Puebla.
- En el Seminario Palafoxiano, el mural "Historia de la Salvación" inaugurado por el San Juan Pablo II en enero de 1979, así como la escultura-fuente de la entrada al complejo de edificios Palafoxianos, construida como recuerdo de la visita del Santo Polaco en 1979.
- En la Plazuela del Teatro Principal, Puebla, los bustos del matrimonio formado por Plácido Domingo Ferrer y Pepita Embil de Domingo.[11]

Monumentos alrededor del mundo destacando: Estados Unidos, Canadá, México, Argentina etc, diversos países de Europa con mayor presencia en España y en Italia.

- Las placas de San Juan Bautista de La Salle, del Beato Sebastián de Aparicio y de Fray Toribio de Benavente en los límites de la Catedral de Puebla.
- El altar y el ambón post-conciliar en el Templo de Santo Domingo, en el centro histórico de la ciudad de Puebla.